# باد بوشا
شهر باد بوشا در ایالت بادن-وورتمبرگ در کشور آلمان واقع شده است.